# Хепарин
Хепаринът е антикоагулант, едно от най-старите биологични лекарства, използвани за лечение на венозна тромбоза. Потиска реакциите, които водят до кръвосъсирване и образуване на фибринови съсиреци.
Извлича се от животински тъкани, като се провеждат изследвания и за неговото синтезиране.